# Manuel Mota (Modedesigner)
Manuel Mota Cerrillo (* 8. Juli 1966 in Reus, Provinz Tarragona, Spanien; † 8. Januar 2013 in Sitges, Provinz Barcelona) war ein  Modedesigner, der zuletzt 23 Jahre beim Brautmoden-Unternehmen Pronovias Fashion Group in Barcelona beschäftigt war.
Mota versuchtbegann zuerst eine Ausbildung in Richtung Architektur. Auf Grund seines größeren Interesses für Mode und Textilien orientierte er sich um auf Modedesign und Kostümentwurf. Im Alter von 20 Jahren wechselte zu einem Studium an die Institución Artística de Enseñanza (IADE) in Madrid. Während dieser Zeit begann er für das spanische Brautmoden-Unternehmen Pronovias als Designer Brautkleider zu entwerfen und blieb nach Abschluss seiner Ausbildung dort tätig. Im Mai 2012 präsentierte er im Museu Nacional d’Art de Catalunya in Barcelona eine Modedesign-Ausstellung.
Mota entwarf als Modedesigner und Kostümbildner unter anderem Kleider für das australische Model Miranda Kerr, das israelische Model Bar Refaeli und 2010 zu der Hochzeit für das niederländische Supermodel Doutzen Kroes sowie für die mexikanische Sängerin, Schauspielerin und Model Alessandra Rosaldo. Mota starb am 8. Januar 2013 in Sitges im Alter von 46 Jahren.